# Litoral (Guinée équatoriale)
Pour les articles homonymes, voir Litoral.
La province dite du Litoral est l'une des huit provinces de la Guinée équatoriale en Afrique de l'ouest, la seule recouvrant l'intégralité de la côte atlantique de la partie continentale du pays.

## Géographie
Le Litoral possède une frontière terrestre commune avec le Cameroun au nord et une autre avec le Gabon au sud, baignée comme ces deux États par le golfe de Guinée dans l'océan Atlantique à l'ouest.

## Organisation territoriale
Trois districts composent la province :
- le district de Bata ;
- le district de Cogo ;
- le district de Mbini.

Elle possède sept municipalités :
- Bata ;
- Mbini ;
- Cogo ;
- Machinda ;
- Bitika ;
- Corisco ;
- Río Campo.

## Démographie
| 1983   | 1994    | 2001    | 2013    |
| ------ | ------- | ------- | ------- |
| 66 370 | 100 047 | 298 414 | 400 415 |